# Quartier des Libertés
Pour les articles homonymes, voir  Notre-Dame-des-Neiges.
 (juin 2015).
Si vous disposez d'ouvrages ou d'articles de référence ou si vous connaissez des sites web de qualité traitant du thème abordé ici, merci de compléter l'article en donnant les références utiles à sa vérifiabilité et en les liant à la section « Notes et références ».

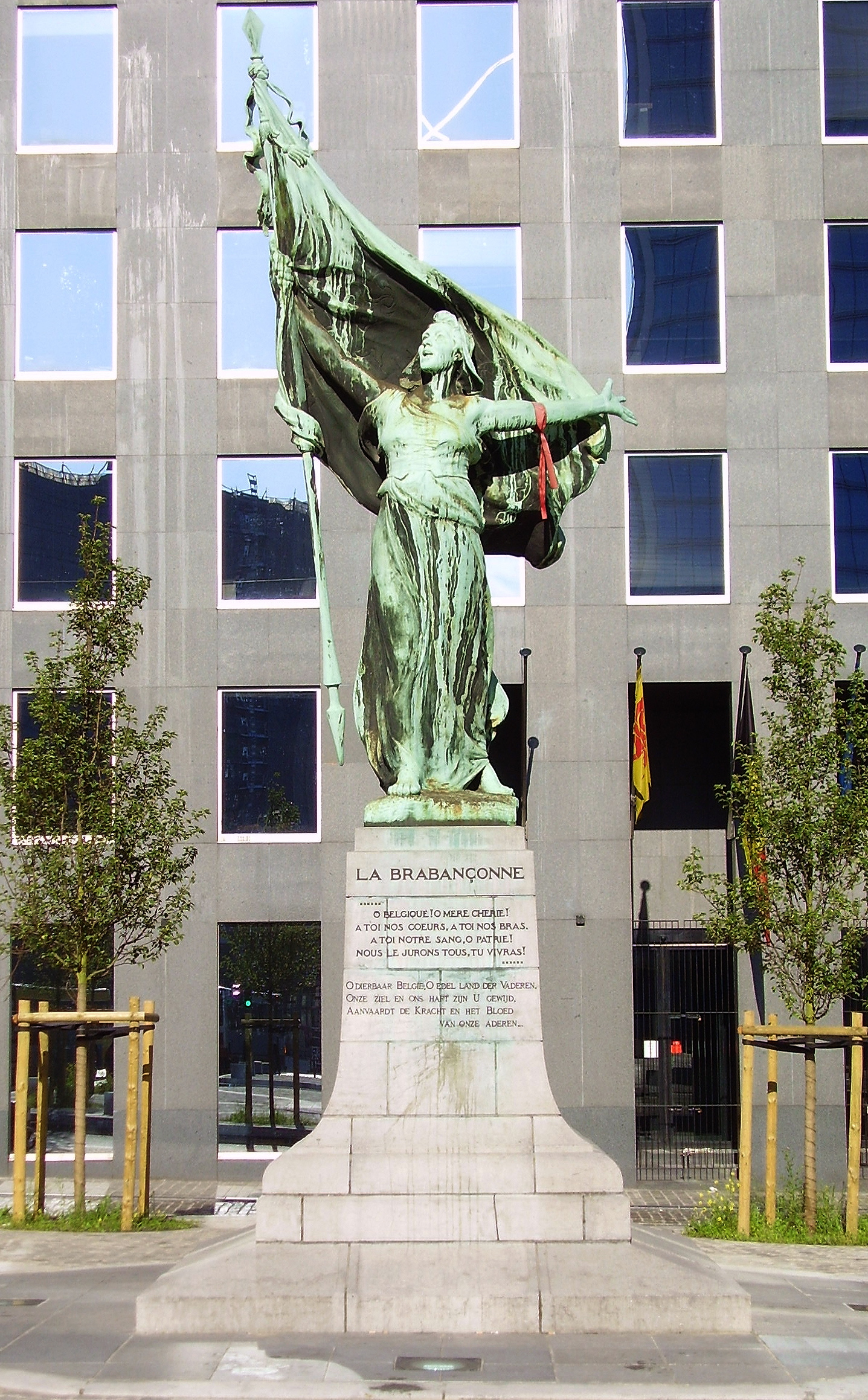
Place Surlet de Chokier
La Brabançonne (Charles Samuel)
La troisième version de La Brabançonne est inscrite sur le socle.

Le quartier des Libertés (en néerlandais : Wijk van de Vrijheden ou Vrijheidswijk) ou quartier Notre-Dame-aux-Neiges (en néerlandais : Onze-Lieve-Vrouw-ter-Sneeuwwijk) est un quartier de la ville de Bruxelles qui occupe l'angle nord-est du Pentagone, à l'arrière du palais de la Nation (Parlement fédéral belge). Il est délimité par la petite ceinture, la rue de Louvain et par la rue Royale.

## Notre-Dame-aux-Neiges
L'ancien nom du quartier, Notre-Dame-aux-Neiges (en néerlandais : Onze-Lieve-Vrouw-ter-Sneeuw), provient de celui d'une chapelle élevée en 1621 au bout du Vieux Chemin de Schaerbeek, abattue dès 1796. Notre-Dame-aux-Neiges est considéré comme l'ancien quartier lépreux de Bruxelles. Il est nommé en l'honneur d'une apparition mariale qui aurait eu lieu sous le pontificat de Libère, provoquant une chute de neige au mois d'août.

## Transformations auXIXesiècle
Au XIXe siècle, l'endroit était devenu un quartier ouvrier, aux nombreuses ruelles et impasses. L'époque est aux grands travaux, après le voûtement de la Senne et la réalisation des boulevards du centre, les autorités de la ville s'intéressent à Notre-Dame-aux-Neiges à partir de 1874, sous prétexte d’assainissement, la population en est expulsée et le quartier entièrement rasé.
L'architecte Antoine Mennessier est l'auteur du projet d'urbanisation du nouveau quartier. Le tracé des rues est redessiné, les ruelles aux petites maisons populaires font place à des avenues bordées d’immeubles bourgeois de style éclectiques. Le nouveau quartier est nommé Quartier des Libertés (les quatre libertés constitutionnelles : libertés de la Presse, des Cultes, d’Association et de l’Enseignement, y ont chacune leur rue), il est dédié à la glorification de l’indépendance de la Belgique et des personnalités qui y ont pris part. L’ancienne rue Notre-Dame-aux-Neiges fait place à l'actuelle rue de la Révolution, non loin de la place des Barricades et de la rue du Congrès.
Malgré plus de 130 ans d’existence du nom du nouveau quartier, et le fait qu’il soit utilisé sur la signalisation publique, l’ancienne appellation est encore parfois utilisée.

## Bâtiments et lieux
- Le Palais de la Nation

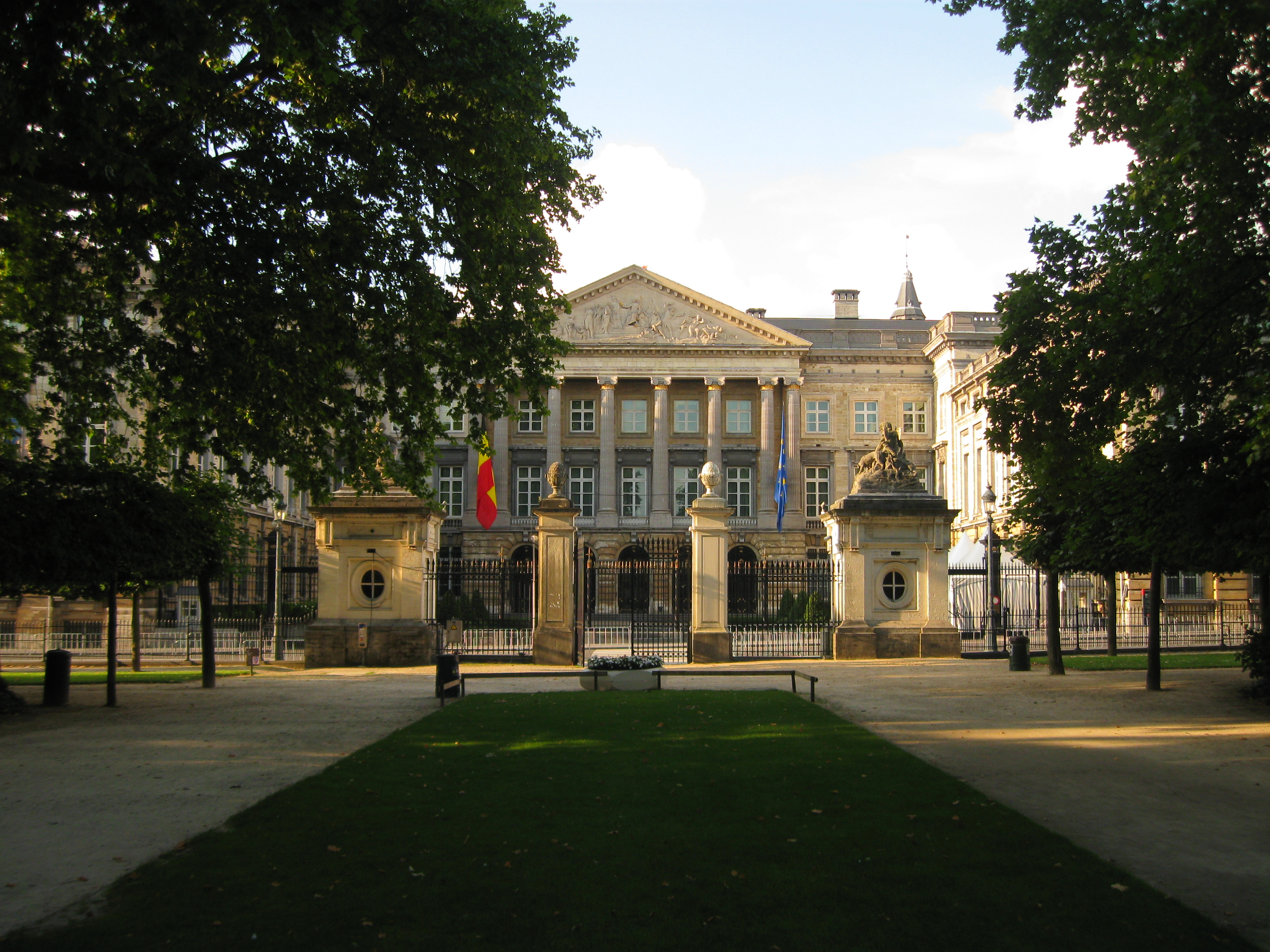
Le Palais de la Nation.

- La colonne du Congrès et, sise à son pied, le tombeau du Soldat inconnu
- Le Musée Charlier
- La Place des Barricades, ancienne Place d'Orange
- La Place des Libertés
- Le Cirque Royal, une salle de spectacle inaugurée en 1878, se trouve rue de l’Enseignement 81.
- Corinthia Grand Hotel Astoria Brussels, luxueux hôtel 5* et historique de Bruxelles, réouvert en décembre 2024.

## Habitants célèbres du quartier
- Charlotte Brontë, séjourne en 1842 et 1843 au pensionnat Héger
- Victor Hugo, lors de son exil à Bruxelles loue une maison place des Barricades no 4

## Accès
| ___ | Ce site est desservi par la station de métro : Madou. |